# Chenopodium leptophyllum
Chenopodium leptophyllum là loài thực vật có hoa thuộc họ Dền. Loài này được (Nutt. ex Moq.) B.D.Jacks. mô tả khoa học đầu tiên năm 1893.